# NGC 3886
NGC 3886 (również PGC 36756 lub UGC 6760) – galaktyka eliptyczna (E-S0), znajdująca się w gwiazdozbiorze Lwa. Odkrył ją Heinrich Louis d’Arrest 9 maja 1864 roku.